# 无锡太湖学院
31°34′40″N 120°13′21″E / 31.57770°N 120.22261°E
无锡太湖学院，原为江南大学太湖学院，是江苏省的一所普通全日制民办本科院校。2011年教育部批准由独立学院转设为民办本科院校，成为江苏省首家成功转设的民办本科高校和无锡市第一所应用型本科高校。

## 历史
- 2002年，批准成立江南大学太湖学院。
- 2011年成为独立建制的独立学院。
- 2011年转设为独立建制的民办本科院校，更名无锡太湖学院。

## 专业设置
- 经管系
- 文法系
- 艺术系
- 机电系
- 医学系
- 土木工程系
- 基础教学部
- 计算机中心